# دوغ بيكوك
دوغ بيكوك (بالإنجليزية: Doug Peacock)‏ هو عالم طبيعي وجندي أمريكي، ولد في 1942.